# Ⱆ
Cette page contient des caractères spéciaux ou non latins. S’ils s’affichent mal (▯, ?, etc.), consultez la page d’aide Unicode.
Ouk (Ук en cyrillique ; capitale Ⱆ, minuscule ⱆ) est la 22e lettre de l'alphabet glagolitique.

## Linguistique
La lettre sert à noter le phonème /u/.

## Historique
La lettre provient d'une ligature des lettres Ⱁ et Ⱛ.

## Représentation informatique
- Unicode :
  - Capitale Ⱆ : U+2C16
  - Minuscule ⱆ : U+2C46